# Обухів (село)
Обу́хів —  село в Україні, у Мурованокуриловецькій селищній громаді Могилів-Подільського району Вінницької області.
Населення становить 1113 осіб, з них близько 170 — учні місцевої школи.
Село розташоване неподалік станції Котюжани, якою користуються мешканці, щоб потрапити на базар і роботу до Жмеринки та Могилева Подільського. Також зі станції курсує прямий поїзд до Києва.

## Історія
7 (20) листопада 1917 року, відповідно до Третього Універсалу Української Центральної Ради, увійшло до складу Української Народної Республіки.
12 червня 2020 року, відповідно до Розпорядження Кабінету Міністрів України № 707-р «Про визначення адміністративних центрів та затвердження територій територіальних громад Вінницької області», увійшло до складу Мурованокуриловецької селищної громади.

19 липня 2020 року, в результаті адміністративно-територіальної реформи та ліквідації Мурованокуриловецького району, село увійшло до складу новоутвореного Могилів-Подільського району.

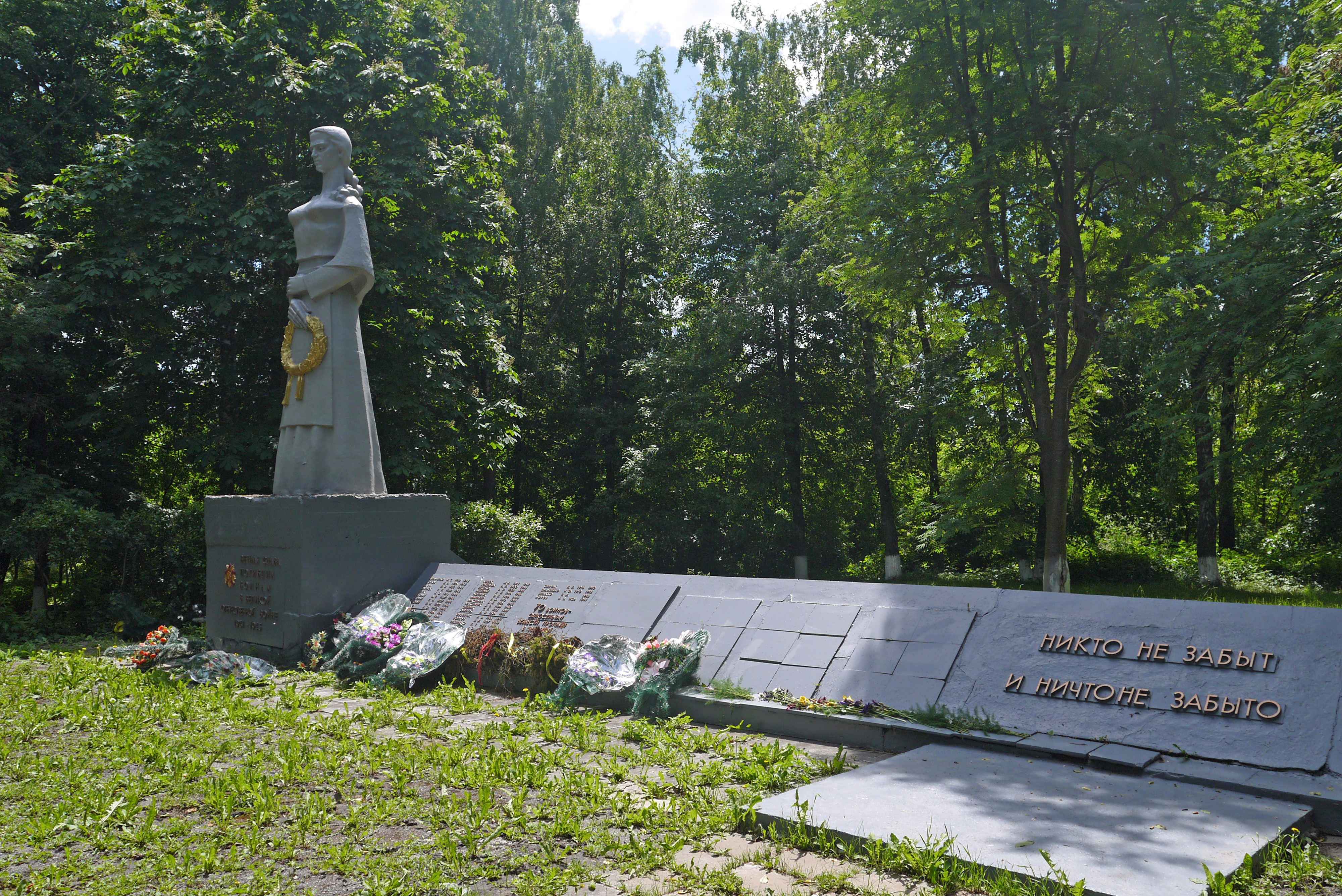
Пам’ятник 49 воїнам – односельчанам, загиблим на фронтах ВВв

## Населення

### Мова
Розподіл населення за рідною мовою за даними перепису 2001 року:
| Мова       | Відсоток |
| ---------- | -------- |
| українська | 99,59%   |
| російська  | 0,28%    |
| румунська  | 0,13%    |

## Відомі особистості
В поселенні народився:
- Медвідь Анатолій Петрович (* 1964) — український військовик, політик.